# 红海州
紅海州（阿拉伯语：‎）是苏丹的一个州，位於該國東北部，北界埃及的紅海省，南鄰厄立特里亞，東臨紅海，是該國唯一有海岸線的省份。面积218,887平方千米，人口约70万人（2000年），首府蘇丹港是該國主要港口。